# Cirsium heterophyllum
Cirsium heterophyllum es una especie de planta fanerógama perteneciente a la familia Asteraceae, nativa de Gran Bretaña e Irlanda.

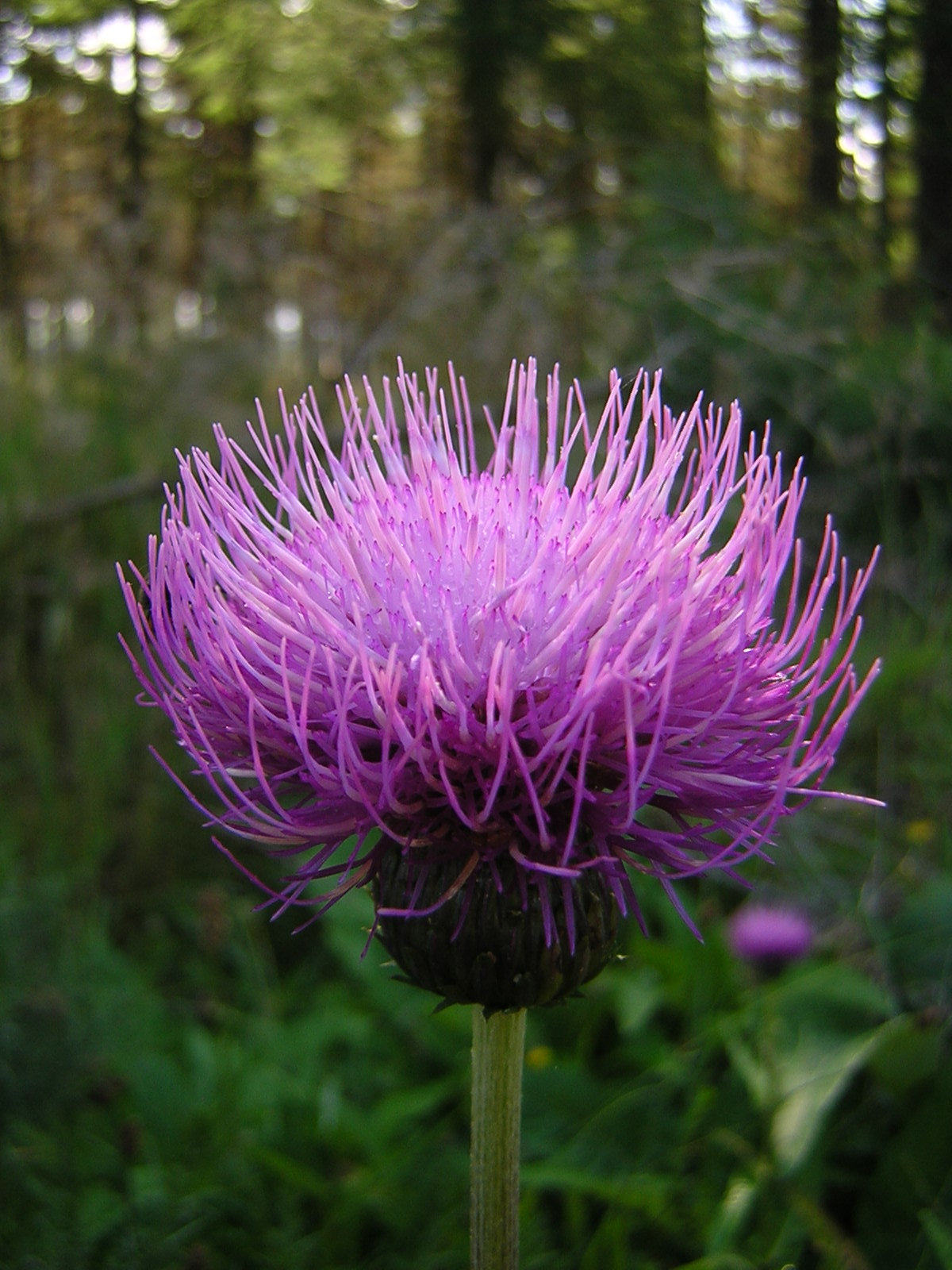
Detalle de la flor

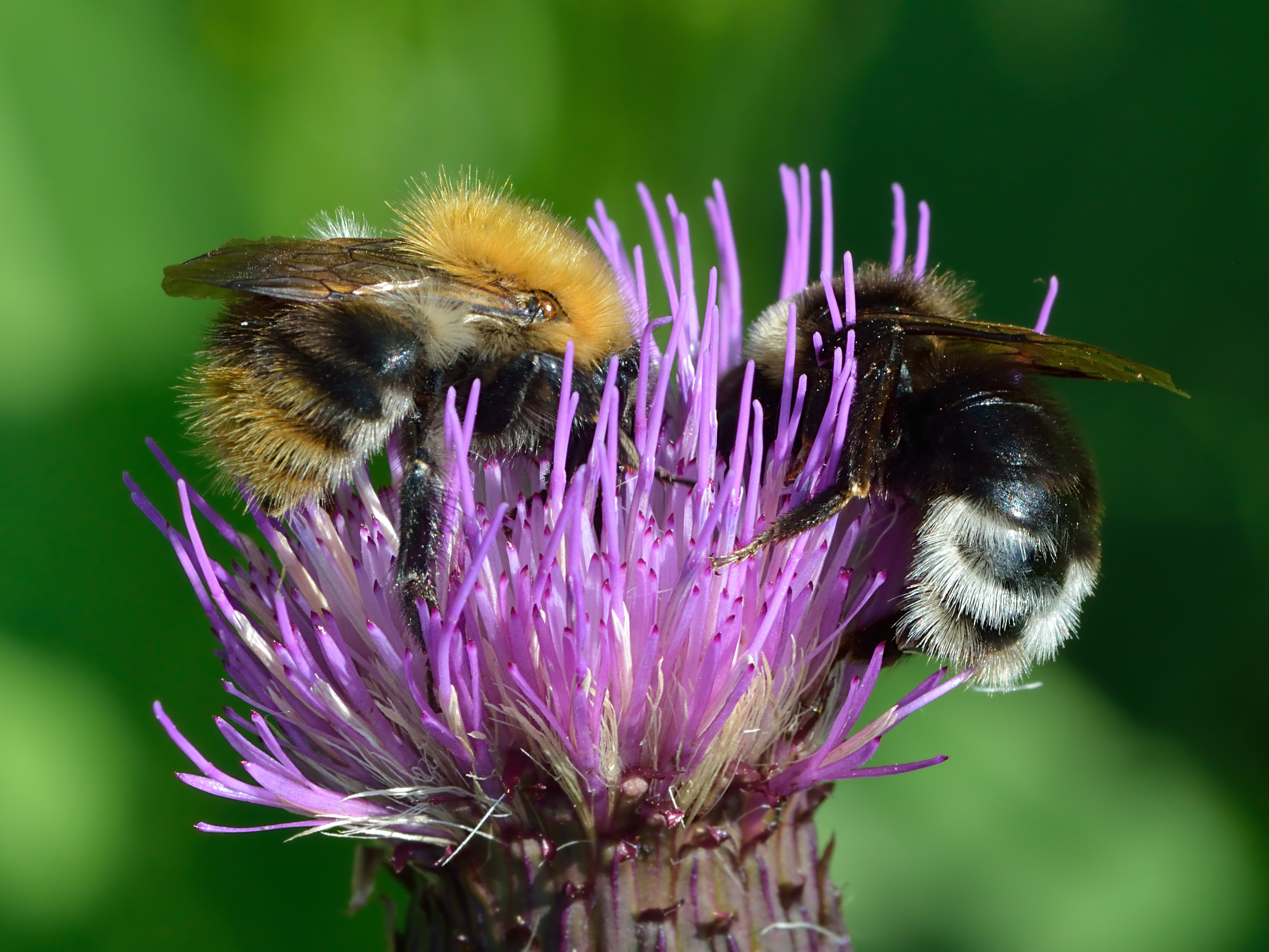

## Descripción
Es una planta herbácea perenne con las hojas basales de gran tamaño, alcanzan 4 dm de longitud y 8 cm de ancho, lanceoladas y dentadas sin espinas y con una fina pelusa. Las flores de color violeta en forma de cardos terminales, son solitarias o en grupos de 2-4, tienen un tamaño de 35 mm de diámetro. El tallo es erecto y espinoso.

## Taxonomía
Cirsium heterophyllum fue descrita por (Carlos Linneo) Hill y publicado en Hortus Kewensis 64. 1768.
Etimología
Cirsium: nombre genérico que deriva de la palabra griega: kirsos = varices ;  de esta raíz deriva el nombre kirsion, una palabra que parece servir para identificar una planta que se utiliza para el tratamiento de este tipo de enfermedad. De kirsion, en los tiempos modernos, el botánico francés Tournefort (1656 - 708) ha derivado el nombre Cirsium del género.
heterophyllum: epíteto latino que significa "con hojas diferentes".
Sinonimia
- Cirsium   heterophyllum   var.   integrifolium Wimm.
- Cirsium heterophyllum var. incisum DC.
- Cirsium heterophyllum var. diversifolium Wimm.
- Carduus polymorphus Lapeyr.
- Carduus ambiguus Pers.
- Cnicus heterophyllus (L.) Willd.
- Carduus heterophyllus L. basónimo
- Carduus helenioides Lam.
- Carduus x heleniifolius Salisb.
- Cirsium helenioides[3]
- Carduus autareticus Vill.
- Cirsium ambiguum All.
- Cirsium autareticum Mutel
- Cirsium carolorum C.Jenner ex Nyman
- Cirsium hastatum (Lam.) Thell. ex Schinz
- Cirsium pauciflorum
- Cnicus ambiguus Loisel.
- Cynara diversifolia Stokes[4]